# NGC 5539
NGC 5539 је спирална галаксија у сазвежђу Волар која се налази на NGC листи објеката дубоког неба.
Деклинација објекта је + 8° 10' 43" а ректасцензија 14h 17m 37,7s. Привидна величина (магнитуда) објекта NGC 5539 износи 14,6 а фотографска магнитуда 15,4. NGC 5539 је још познат и под ознакама MCG 1-36-33, CGCG 46-84, PGC 51054.